# Téglás
Téglás é uma cidade da Hungria, situada no condado de Hajdú-Bihar. Tem 38,33 km² de área e sua população em 2019 foi estimada em 6.406 habitantes.